# Русинов, Роман Александрович
Рома́н Алекса́ндрович Ру́синов (род. 21 октября 1981, Москва) — российский автогонщик, пилот и менеджер команды G-Drive Racing в гонках на выносливость, основатель автомобильной марки Rossa. Победитель чемпионата мира по автогонкам на выносливость FIA WEC (2015), Европейской серии Ле-Ман (2018), Азиатской серии Ле-Ман (2019/2020) в классе LMP2, международной Серии Ле-Ман (2004) в классе GT, серии Russian Endurance Challenge (2022) в классе CN Pro. Призер гонки «24 часа Ле-Мана». Многократный победитель международных гонок GT, спортпрототипов и младших формульных серий. Рекордсмен по победам в гонках прототипов класса LMP2 (17 побед в FIA WEC, 7 в ELMS, 2 в AsLMS).
В 2005—2006 годах являлся тест-пилотом команд Формулы 1 Jordan GP и MF1 Racing.

## Менеджер
Помимо карьеры пилота добился успехов в качестве менеджера и руководителя гоночных команд. В 2008 году создал команду Spartak Racing, в составе которой на протяжении двух сезонов успешно выступал в различных международных гонках. В 2012 году при поддержке компании ПАО «Газпром нефть» был инициатором создания российской команды G-Drive Racing, успешно совмещая в ней роли гонщика и спортивного менеджера. За десять лет выступлений в международных гонках на выносливость команда стала самой успешной в классе прототипов LMP2, а в ее составе в разные годы выступали такие именитые пилоты, как Жан-Эрик Вернь, Рене Раст, Сэм Бёрд, Ник де Врис, Даниил Квят.
Под руководством Русинова в 2019 году началось сотрудничество команды G-Drive Racing и автомобильной компании Aurus. В рамках этого партнерства команда в течение трех сезонов выступала в гонках на прототипе Aurus 01, выиграв два чемпионата Азиатской серии Ле-Ман — сезонов 2019—2020 и 2021.
Организовывал проект «Nissan GT Академия» и реалити-шоу «Гонщики».
Кроме того, Русинов принимал активное участие в разработке и доводке сразу нескольких гоночных автомобилей. Первым стал подготовленный совместно с компанией Reiter Engineering суперкар Lamborghini Murcielago R-GT, на котором выступала команда Spartak Racing. Автомобиль был адаптирован для сверхскоростной трассы «Сарт», на которой проходит «24 часа Ле-Мана». На этой машине Русинов в паре с Петером Коксом принес итальянской марке первую победу в гонках на выносливость, выиграв 1000-километрвый марафон в Барселоне в 2009 году. Параллельно Русинов участвовал в доводке Lamborghini Gallardo GT3, на которой также успешно выступал в гонках.
Полученный в рамках этой работы опыт Русинов применил в 2009—2011 годах в компании Marussia, где работал тест-пилотом и продвигал проект по участию автомобиля Marussia GT и бренда Marussia в гонках GT и LMP2.
Также Роман принял участие в создании и развитии спортпрототипов Oreca 07 и Ligier JS P2, на которых выступала команда G-Drive Racing.

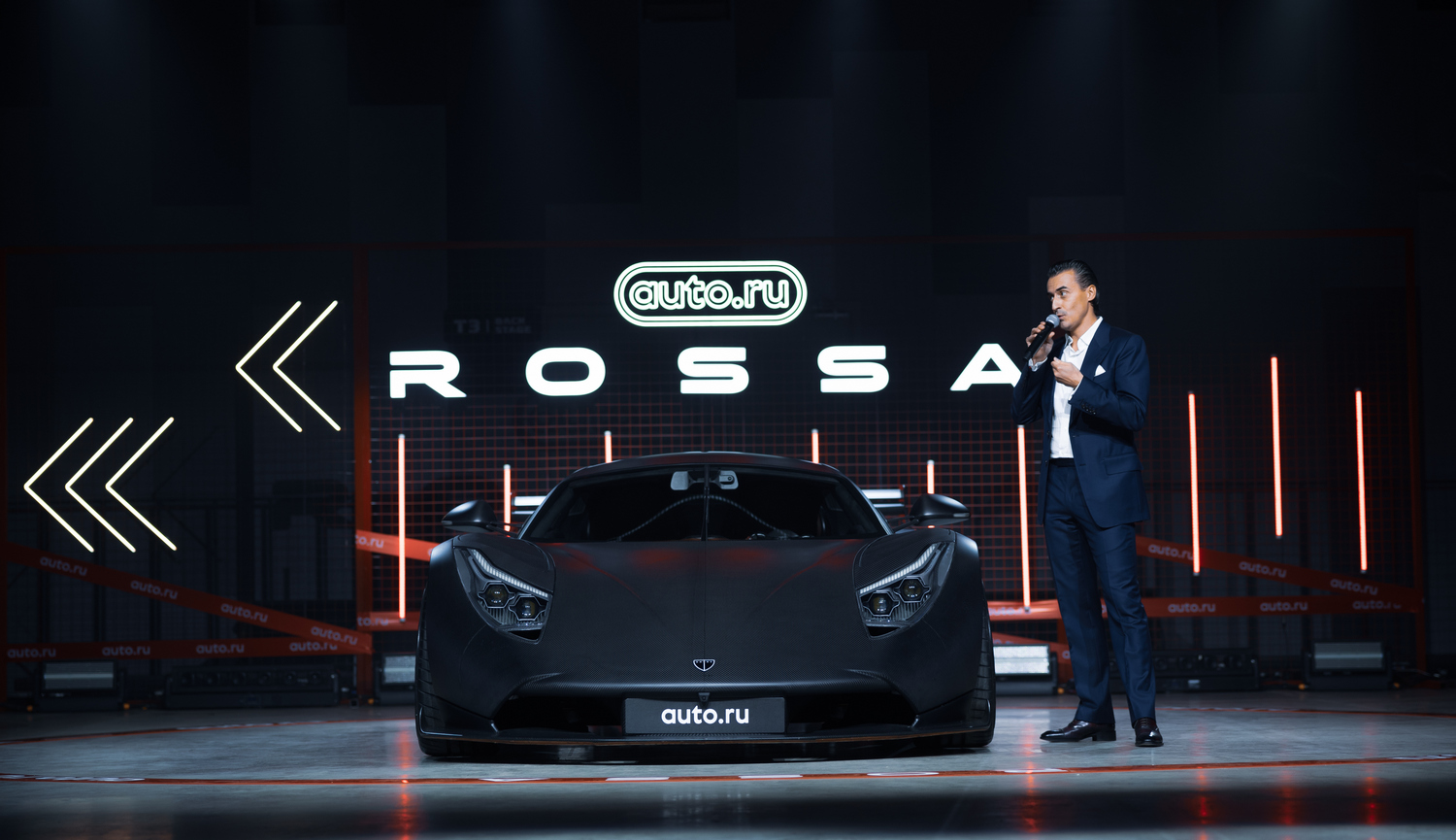
Роман Русинов представляет концепт-кар Rossa, ноябрь 2023 года

В 2023 году Русинов зарегистрировал торговую марку Rossa. Под ней 15 ноября был представлен собранный в России концепт-кар Rossa, испытания которого начались еще летом. Автомобиль представляет собой среднемоторный заднеприводный суперкар, построенный вокруг углепластикового монокока. Он оснащен мотором V10 объемом 5,2 литра, который развивает 680 сил. Двигатель работает с роботизированной трансмиссией, расчетная максимальная скорость составляет 380 км/ч, разгон до 100 км/ч должен занимать не более 3,2 секунды.
Дебют гоночного концепта состоялся на финальном этапе серии REC на автодроме Moscow Raceway в октябре 2024 года. В ноябре 2024 года появились первые кадры гоночного автомобиля Rossa LM GT. Дебют запланирован на суточном марафоне в Дубае, который состоится 11-12 января 2025 года.

## Спортивная карьера

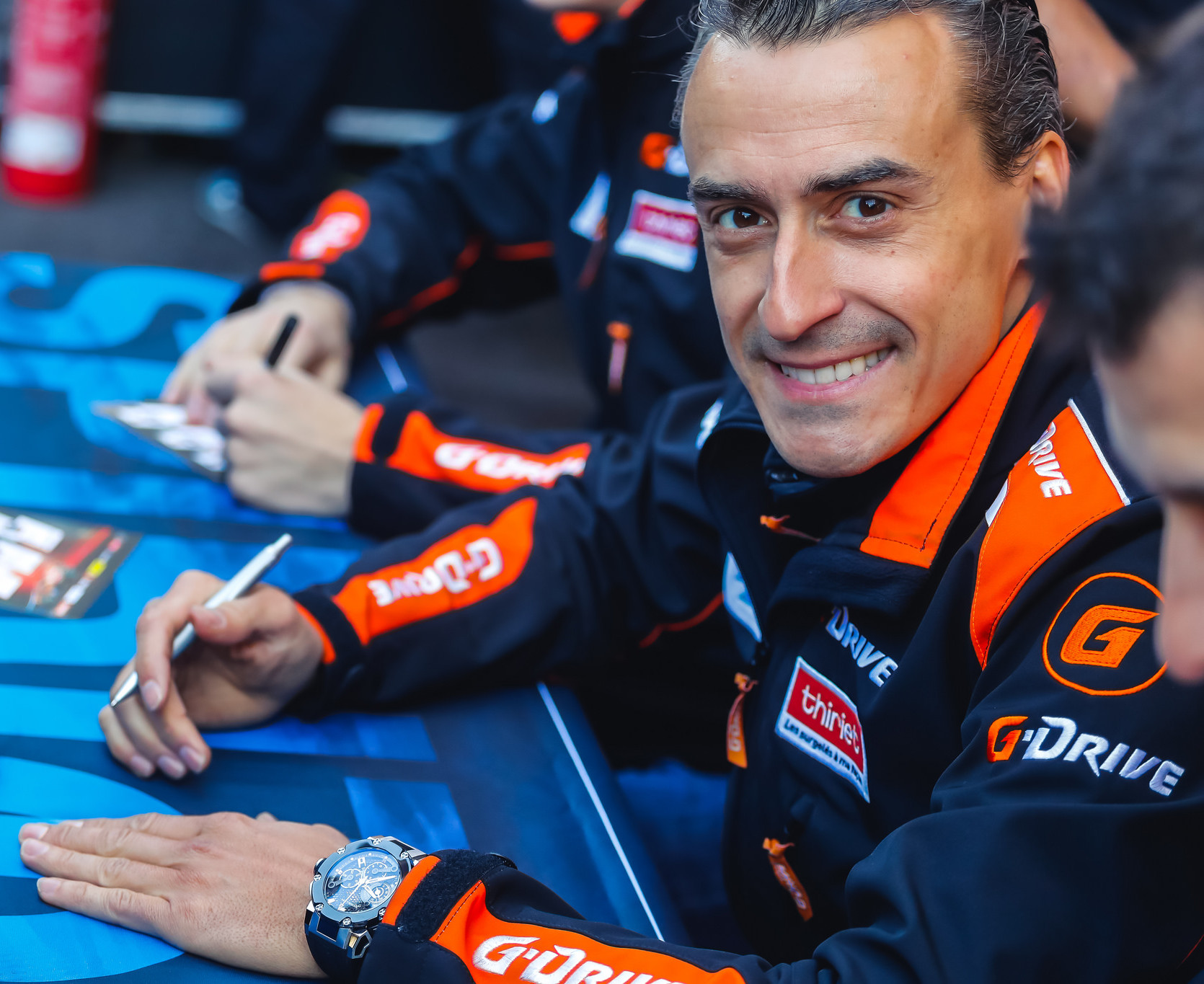
Роман Русинов

Спортивную карьеру начал в 1997 году во Франции с картинга. В 1998 году стал бронзовым призёром Grand Prix Essonne Karting чемпионат Франции. Годом позже выиграл конкурс ELF и дебютировал в формульных гонках, став одним из участников юниорского чемпионата Формула Campus. Выступая за команду La Filiere ELF, по итогам сезона попал в десятку сильнейших, став одним из лучших новичков чемпионата.
2000 год
Вместе с командой Graff Racing выступил в чемпионате Франции в классе Формула Renault 2000. Поднимался на подиум, стал первым российским пилотом, выигравшим гонку в формульной серии высокого европейского уровня. Одержал победу на международных финалах в Валенсии. В личном зачёте стал седьмым, в зачёте для юниоров — вице-чемпионом.
2001 год
Продолжил выступать в Формуле Renault. Стал одним из призёров этапа на знаменитой городской трассе во французском По.
2002 год
Перешёл в чемпионат Формула Palmer Audi. В первый же гоночный уикенд поднялся на подиум и одержал дебютную победу в новой для себя серии. Всего по ходу чемпионата семь раз поднимался на подиум, лидировал в личном зачёте до последнего этапа. В итоговом протоколе занял третье место.
2003 год
После успешного выступления в Формуле Palmer Audi перебрался в один из топовых формульных чемпионатов — европейское первенство Формулы-3000, считавшееся на тот момент одним из самых престижных из младших гоночных серий. Выступая в составе команды GP Racing, Роман уже на первом этапе, на трассе «Нюрбургринг» выиграл квалификацию. По итогам сезона занял девятое место, приняв участие в пяти из десяти этапов. В том же сезоне Русинов дебютировал в гонках на выносливость. В первой же своей гонке в классе спортпрототипов одержал победу в гонке «1000 километров Ле-Мана» в категории LMP2.
2004 год
Стал первым российским пилотом, выигравшим престижный международный чемпионат. Выступая за рулём Ferrari 360 в серии Ле-Ман (LMES), стал победителем в категории GT, опередив в итоговом протоколе чемпиона мира и победителя «24 часов Ле-Мана» Стефана Ортелли.
2005 год
После успеха в LMES стал одним из кандидатов на место в составе команды Формулы-1 Jordan GP. Команду выкупил канадский бизнесмен российского происхождения Алекс Шнайдер, ещё через год она получила российскую лицензию и была переименована. Русинов был представлен на презентации команды в Москве в качестве одного из тест-питотов команды. Помимо этого, Роман выступал в гонках международного первенства FIA GT за рулём Maserati MC12 в составе JMB Racing. Принял участие в пяти этапах чемпионата, заработав две поул-позиции. Кроме того, принял участие в этапе Кубка наций A1 Grand Prix в Австралии по приглашению компании ITERA. Выступал за сборную России.
2006 год
Дебютировал на тестах Формулы-1 в составе команды MF1 Racing Алекса Шнайдера. На тестах в Хересе опередил основного пилота коллектива Кристиана Альберса, но не смог выйти на старт Гран-при из-за отсутствия российских спонсоров.
2008 год
Дебютировал в марафоне «24 часа Ле-Мана» в составе команды Interprogressbank Spartak Racing (IPB Spartak Racing), созданной при участии Русинова. Вместе с напарниками по экипажу Марком Эзмансом и Петером Коксом за рулём Lamborghini Murcielago категории GT1 с первой же попытки смог преодолеть всю дистанцию гонки. Кроме того, вместе с IPB Spartak Racing принял участие в гонках международной серии Ле-Ман. По итогам сезона экипаж Русинова занял третье место в итоговом протоколе чемпионата. В составе Reiter Engineering также стартовал в трех гонках чемпионата ADAC GT3 за рулём Lamborghini Gallardo. Одержал две победы.
2009 год
Продолжил выступать в серии Ле-Ман вместе с IPB Spartak Racing. Принес марке Lamborghini первую в истории победу в первенстве, выиграв вместе с напарниками марафон «1000 километров Барселоны». Во второй раз в карьере вышел на старт «24 часов Ле-Мана», на этот раз по приглашению команды Team Modena. Вместе с Пьером Эретом и Лео Мэнселлом, сыном чемпиона Формулы-1 Найджела Мэнселла, пилотировал Ferrari F430 категории GT2. На протяжении 12 часов гонки экипаж боролся за место в топ-3 в своем классе, но после столкновения с одним из прототипов потерял 18 позиций. До конца гонки команде удалось отыграть много времени и в итоге финишировать на 7-м месте в своем классе.
2012 год
Роман стал участником нового проекта. При поддержке компании «Газпром Нефть» был дан старт проекту G-Drive Racing by Signatech Nissan. Команда стала участником чемпионата мира по гонкам на выносливость WEC, объявив об участии во всех гонках первенства, включая «24 часа Ле-Мана», на прототипе категории LMP2. Дебют команды состоялся на марафоне «6 часов Спа». Напарниками Русинова по экипажу стали Пьер Рагг и Нельсон Панчьятичи. В том же составе экипаж принял участие в «24 часах Ле-Мана». Этот марафон стал третьим для Русинова и первым в категории LMP2. На протяжении 20 часов экипаж G-Drive Racing боролся за победу в классе, однако после прокола за три с половиной часа до финиша откатился на четвертую позицию в своем классе. На финише команда заняла десятое место в абсолютном зачёте — это лучший результат для российских пилотов, когда-либо выходивших на старт гонки. Помимо гонок Роман принимает участие в телевизионном проекте «GT Academy» в статусе главного судьи и ведущего шоу. По условиям проекта участниками становятся победители отборочных туров виртуальных гонок, которые затем обучаются в режиме реального времени на треке. Победитель получает контракт профессионального пилота на участие в гонках класса GT.
2013 год
Второе место в гонке «24 часа Дубай» за рулём Nissan 370Z ознаменовало открытие сезона 2013 для Романа. В феврале Русинов установил российский рекорд скорости на льду на озере Байкал на серийном автомобиле Nissan на нешипованной резине — 294,8 км/ч. Автогонщик продолжил выступать за команду G-Drive Racing в чемпионате мира по гонкам на выносливость FIA WEC на прототипе LMP2 — в копилке команды по итогам сезона 4 победы и одно второе место в пяти последних гонках, бронза в общем зачёте. Напарниками Русинова по экипажу стали Майк Конвей и Джон Мартин. Отдельного внимания заслуживает гонка 24 часа Ле-Мана, где команда Русинова заняла третье место, однако впоследствии была дисквалифицирована по причине расширения топливного бака (фактора, неучтенного поставщиком, омологированных баков FIA) произошедшего в ходе гонки под влиянием высоких температур. Досадное обстоятельство стоило команде подиума в Ле-Мане и чемпионского титула в 2013 году. Наряду с тем Роман участвует в гонке «24 часа Нюрбургринга» на Audi R8 LMS Ultra (GT3). По итогам марафона — 9 место в общем зачёте. Вернувшись на «Северную петлю» позднее в составе экипажа Audi R8 LMS Ultra с напарниками Marc Basseng и Frank Stippler Роман занимает второе место в гонке «6 часов Нюрбургринга». В 2013 снят второй сезон «GT Academy powered by G-Drive».
2014 год
Ранний старт сезона 2014 принес знаковые для Романа и команды изменения. Русинов проводит тесты на треке в Дайтоне в составе экипажа OAK Racing, одного из ключевых противников Романа в предыдущем сезоне, а затем принимает участие в гонке «24 часа Дайтоны» также на болиде OAK Racing. Лидерство в гонке было прервано поломкой генератора, таким образом команда завоевала 6 место в классе.

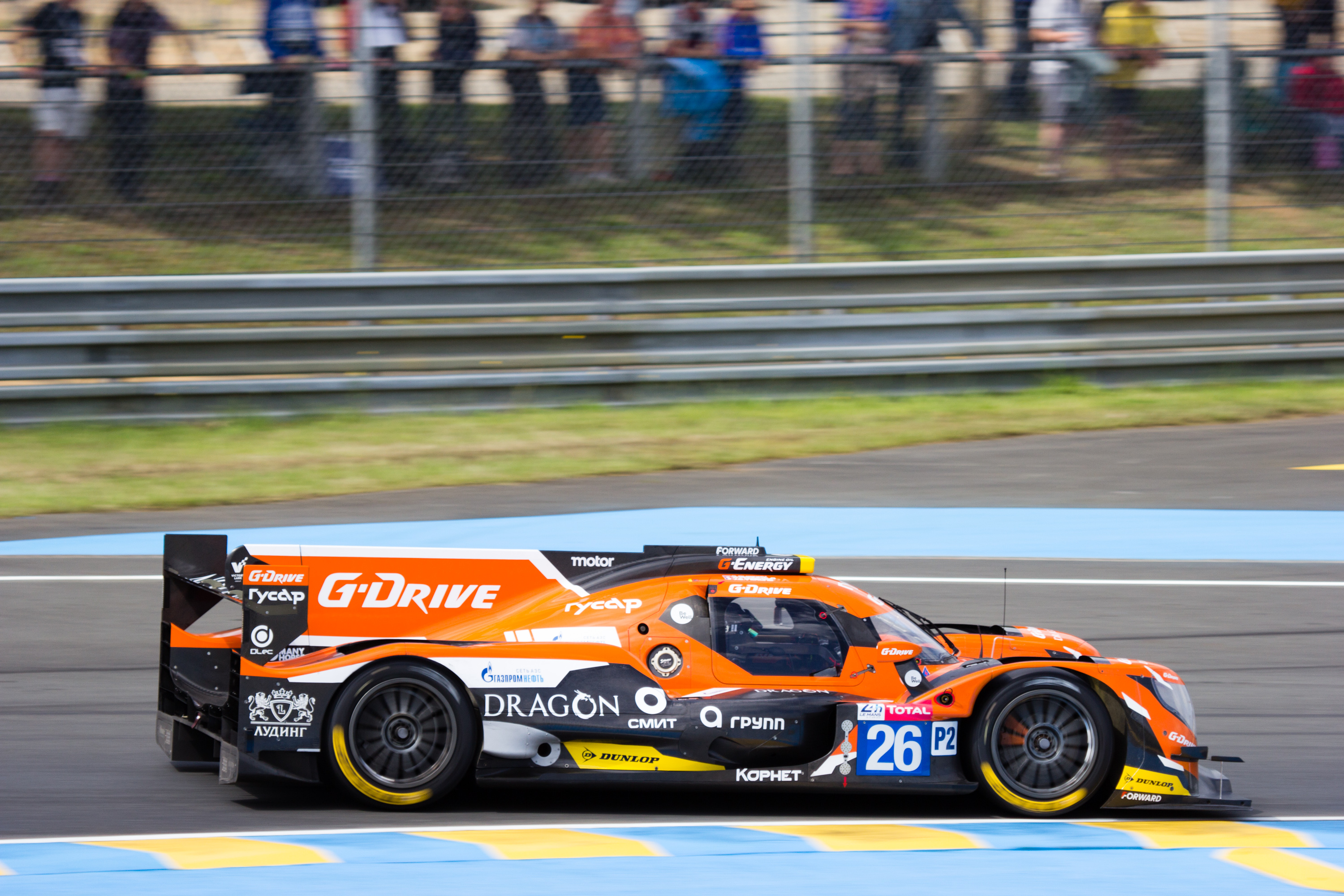
Роман Русинов за рулем прототипа Oreca 07 во время марафона «24 часа Ле-Мана» 2018 года

В сезоне 2014, Роман Русинов выступает сразу в двух чемпионатах FIA WEC, где он одержал две победы в двух первых гонках на автомобиле Morgan LMP2 и чемпионате Blancpain Sprint Series на Audi R8 LMS Ultra где напарником Русинова по команде G-Drive Racing стал победитель Ле-Мана и чемпион 2013 года Стефан Ортелли.
2015 — 2017 год
В 2015-м в составе экипажа команды G-Drive Racing Роман Русинов выиграл титул чемпиона мира в серии FIA WEC и стал первым российский автогонщиком, ставшим чемпионом мира.
После удачного сезона в FIA WEC, в 2016 и 2017 годах команда G-Drive Racing два года подряд завоевывала чемпионские звания в Европейской серии Ле-Ман (ELMS).
2018 год
В составе экипажа № 26, совместно с гонщиками Жаном-Эриком Вернем и Андреа Пиццитолой, в 2018 году Роман Русинов за одну гонку до финала сезона становится победителем ELMS в своей категории LMP2. Также экипаж закончил первым в классе 24-часовую гонку в Ле-Мане, но результат был впоследствии аннулирован из-за модификации заправочного модуля, позволявшего быстрее проводить дозаправки.
2019 год

В 2019 году Русинов продолжил выступать в составе G-Drive Racing в Европейской серии Ле-Ман. Вместе со своими напарниками Жан-Эриком Вернем и Йобом ван Эйтертем за рулем прототипа Aurus 01 россиянин одержал две победы (в Монце и Барселоне). Перед финальным этапом чемпионата экипаж G-Drive Racing возглавлял общий зачет, но столкновение с машиной соперников по борьбе за титул и последовавший штраф не позволили удержать лидерство — по итогам сезона Русинов стал вице-чемпионом. 

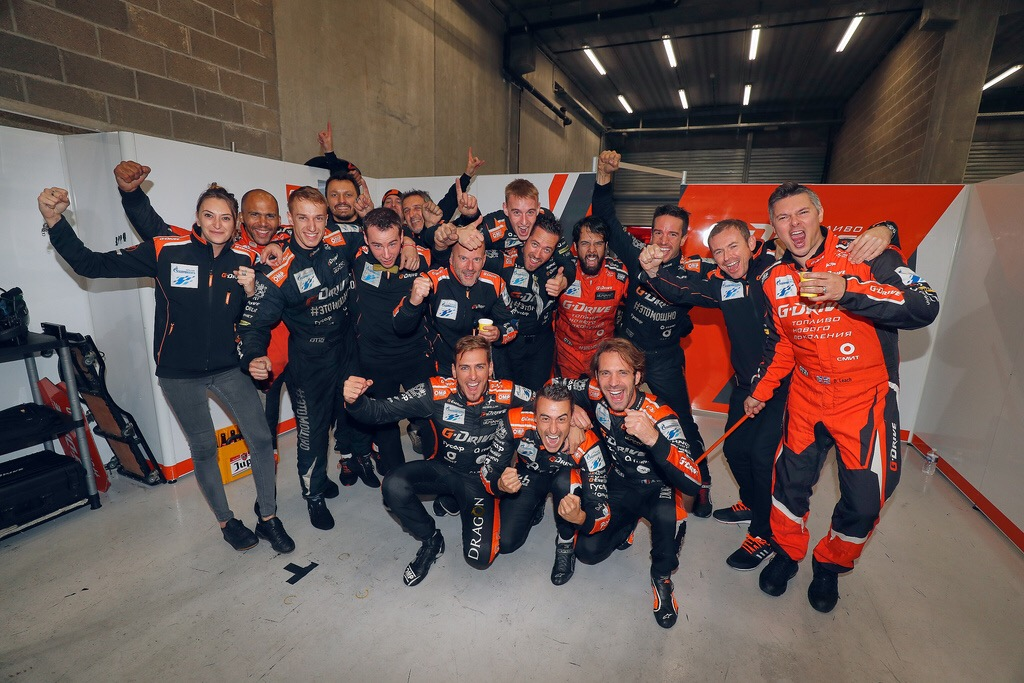
Команда G-Drive Racing после досрочной победы в чемпионате ELMS 2018 года в Спа

Также российский гонщик снова вышел на старт марафона «24 часа Ле-Мана». Захватив лидерство уже на первых часах марафона, экипаж Русинова уверенно наращивал преимущество перед ближайшими преследователями, доведя его после ночного отрезка до трех минут. Но на 19-м часу гонки из-за проблем с электропроводкой G-Drive Racing потеряла около 20 минут. В итоге Русинов и его напарники заняли шестое место в классе LMP2.
2020 год
2020 год Русинов вместе с G-Drive Racing начал с победы в чемпионате Азиатской серии Ле-Ман — во всех четырех гонках сезона Роман вместе со своими напарниками Джеймсом Френчем и Леонардо Хогенбомом поднимался на подиум, одержав две победы.
В 2020 году из-за пандемии 88-й марафон «24 часа Ле-Мана» был перенесен с июня на сентябрь. Экипаж в составе россиянина Романа Русинова, француза Жан-Эрика Верня и датчанина Миккеля Йенсена стартовал со второй позиции в классе и долго сохранял позиции в лидирующей группе. Однако, ночью у российского прототипа отказал единый блок управления двигателем, в результате чего G-Drive Racing завершил гонку на пятом месте в категории LMP2. В Европейской серии Ле-Ман 2020 года экипаж трижды приезжал к финишу на подиуме, при двух сходах с дистанции. На заключительном этапе в Портимане удалось одержать победу, что позволило G-Drive Racing завершить чемпионат на третьем месте.
2021 год
Русинов в экипаже G-Drive Racing вместе с Ником де Врисом и Франко Колапинто выиграл один из этапов Европейской серии Ле-Ман, проходивший во французском Ле-Кастелле. В итоговом положении турнира они заняли четвертую строчку, всего полочка уступив третьей позиции.
2022 год
После введенных FIA ограничений на выступления российских пилотов и команд в международных соревнованиях в G-Drive Racing приняли решение провести сезон в российской серии гонок на выносливость Russian Endurance Challenge (REC). За рулем прототипа G-Drive G01 Роман Русинов принял участие в трех этапах, в двух из которых одержал победу в абсолютном зачете: на трассе «Игора Драйв» в экипаже с Даниилом Квятом и на «Сочи Автодроме» в паре с Сергеем Афанасьевым. По итогам сезона стал чемпионом REC в классе CN Pro.
2023 год

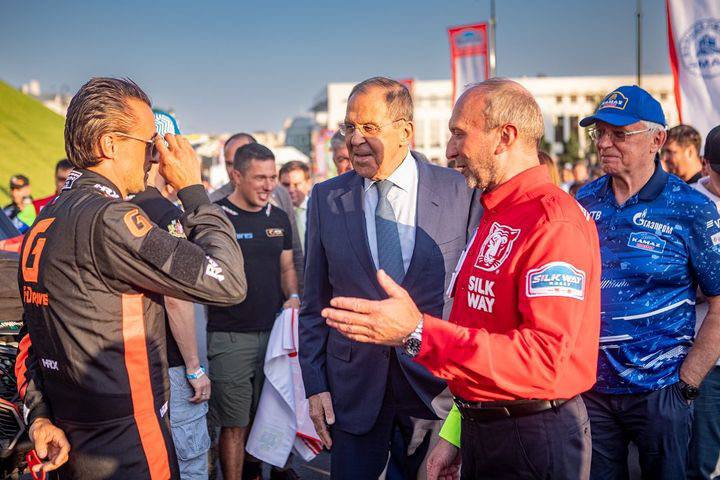
Роман Русинов беседует с министром иностранных дел России Сергеем Лавровым и руководителем ралли «Шелковый путь» Владимиром Чагиным перед стартом марафона 2023 года в Казани

Продолжил выступления в REC, где в паре с Вадимом Мещеряковым на прототипе G-Drive G01 выиграл три гонки в классе CN Pro и дважды — в абсолютном зачете. Второй год подряд стал чемпионом серии в классе CN Pro.
Кроме этого, успешно дебютировал в ралли-рейдах, заняв на марафоне «Шёлковый путь» второе место в классе мотовездеходов T3 и став третьим в абсолютном зачете гонки.
2024 год
В 2024 году Русинов одержал победу в абсолютном зачете ралли-рейда «Шёлковый путь». Кроме того, в паре с Максимом Кизиловым он выиграл второй этап серии REC, впервые в карьере выступая за рулем Mercedes-AMG GT3. На финальном этапе чемпионата Роман впервые вывел на старт гоночный концепт Rossa LM GT. 

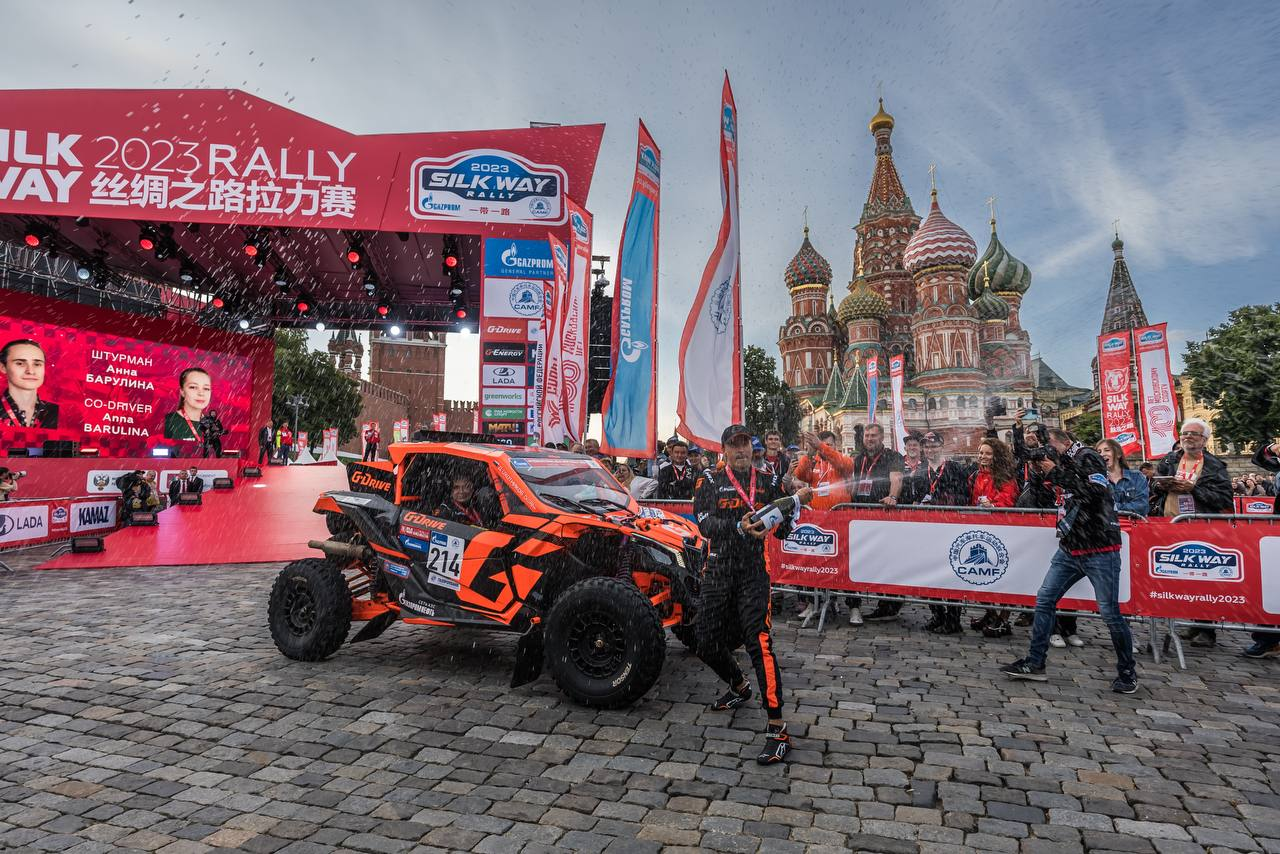
Роман Русинов после финиша ралли «Шелковый путь» в Москве

## Гоночная карьера
- 1997 — Чемпионат Франции по картингу Trophee des Stars («Гонка звезд») — 10 место
- 1998 — Открытый чемпионат Франции по картингу Esson Karting — 3 место
- 1999 — Чемпионат Франции Formula Campus (La Filiere Elf) — 10 место

| Год     | Серия или чемпионат                      | Класс  | Команда                             | Гонки                | Победы               | Поулы                | Подиумы              | Очки                 | Место                |
| ------- | ---------------------------------------- | ------ | ----------------------------------- | -------------------- | -------------------- | -------------------- | -------------------- | -------------------- | -------------------- |
| 2000    | Французская Формула-Рено 2.0             |        | Graff Racing                        | 9/9                  | 1                    | 1                    | 2                    | 25                   | 7                    |
| 2001    | Французская Формула-Рено 2.0             |        | Graff Racing                        | 9/9                  | 1                    | N/A                  | 2                    | 53                   | 10                   |
| 2001    | Европейская Формула-Рено 2.0             |        | Graff Racing                        | 4/9                  | 0                    | 1                    | 1                    | 0                    | —                    |
| 2002    | Формула Палмер Ауди                      |        | Palmer Audi                         | 12/12                | 1                    | 1                    | 7                    | 198                  | 3                    |
| 2003    | Евро Формула-3000                        |        | GP Racing                           | 5/10                 | 0                    | 1                    | 0                    | 6                    | 7                    |
| 2004    | Серия Ле-Ман                             | GT     | JMB Racing                          | 4/4                  | 1                    | 1                    | 2                    | 25                   | 1                    |
| 2005    | FIA GT                                   | GT1    | JMB Racing                          | 5/10                 | 0                    | 2                    | 0                    | 17                   | 17                   |
| 2005/06 | А1 Гран-при                              |        | Россия                              | 2/18                 | 0                    | 0                    | 0                    | 0                    | —                    |
| 2005    | Формула-1                                |        | Jordan GP                           | резервный пилот      | резервный пилот      | резервный пилот      | резервный пилот      | резервный пилот      | резервный пилот      |
| 2006    | Формула-1                                |        | MF1 Racing                          | тест/резервный пилот | тест/резервный пилот | тест/резервный пилот | тест/резервный пилот | тест/резервный пилот | тест/резервный пилот |
| 2008    | FIA GT                                   | GT1    | Reiter Engineering                  | 2/10                 | 0                    | 0                    | 0                    | 0                    | —                    |
| 2008    | ADAC GT Masters                          |        | Reiter Engineering                  | 3/10                 | 2                    | 2                    | 3                    | 0                    | —                    |
| 2008    | Серия Ле-Ман                             | GT     | IPB Spartak Racing                  | 5/5                  | 0                    | 0                    | 3                    | 19                   | 3                    |
| 2008    | 24 часа Ле Мана                          | GT     | IPB Spartak Racing                  | 1/1                  | 0                    | 0                    | 0                    | 0                    | 21                   |
| 2009    | Серия Ле-Ман                             | GT     | IPB Spartak Racing                  | 1/5                  | 1                    | 1                    | 1                    | —                    | —                    |
| 2009    | 24 часа Ле Мана                          | LMP2   | Team Modena                         | 1/1                  | 0                    | 0                    | 0                    | —                    | 7                    |
| 2012    | Чемпионат мира по гонкам на выносливость | LMP2   | G-Drive Racing                      | 7/8                  | 0                    | 0                    | 0                    | —                    | —                    |
| 2013    | Чемпионат мира по гонкам на выносливость | LMP2   | G-Drive Racing                      | 8/8                  | 4                    | 4                    | 6                    | 132                  | 3                    |
| 2013    | 24 часа Нюрбургринга                     | GT     | G-Drive Racing by Audi Team Phoenix | 1/1                  | 0                    | 0                    | 0                    | —                    | 9                    |
| 2013    | 6 часов Нюрбургринга                     | GT     | G-Drive Racing by Audi Team Phoenix | 1/1                  | 0                    | 0                    | 1                    | —                    | 2                    |
| 2014    | 24 часа Дейтоны                          | LMP2   | OAK Racing                          | 1/1                  | 0                    | 0                    | 0                    | —                    | 6                    |
| 2014    | Чемпионат мира по гонкам на выносливость | LMP2   | G-Drive Racing                      | 8/8                  | 4                    | 6                    | 6                    | 137                  | 2                    |
| 2015    | Чемпионат мира по гонкам на выносливость | LMP2   | G-Drive Racing                      | 8/8                  | 4                    | 4                    | 7                    | 178                  | 1                    |
| 2016    | Чемпионат мира по гонкам на выносливость | LMP2   | G-Drive Racing                      | 9/9                  | 3                    | 5                    | 6                    | 164                  | 3                    |
| 2018    | Европейская серия Ле-Ман                 | LMP2   | G-Drive Racing                      | 6/6                  | 3                    | 1                    | 3                    | 100,25               | 1                    |
| 2019    | Европейская серия Ле-Ман                 | LMP2   | G-Drive Racing                      | 6/6                  | 2                    | 1                    | 3                    | 101                  | 2                    |
| 2019/20 | Азиатская серия Ле-Ман                   | LMP2   | G-Drive Racing                      | 4/4                  | 2                    | 0                    | 4                    | 83                   | 1                    |
| 2021    | Европейская серия Ле-Ман                 | LMP2   | G-Drive Racing                      | 6/6                  | 1                    | 3                    | 2                    | 74                   | 4                    |
| 2022    | Russian Endurance Challenge              | CN Pro | G-Drive Racing                      | 3/4                  | 3                    | 3                    | 3                    | 300                  | 1                    |
| 2023    | Russian Endurance Challenge              | CN Pro | G-Drive Racing                      | 3/4                  | 3                    | 3                    | 3                    | 300                  | 1                    |

## VIDEO — On Board
- GoPro: Roman Rusinov On board Shanghai International Circuit
- GoPro HD On Board, Brazil, Sao Paulo, FIA WEC Roman Rusinov G-Drive Racing
- Roman Rusinov Audi R8 LMS Ultra on board Nurburgring
- GoPro HD: Bahrain, ON board, FIA WEC, G-Drive Racing, Roman Rusinov
- GoPro: On board Hightlights, G-Drive Racing FIA WEC Brazil

## YouTube
- G-Drive Racing 2013, Final Video of the Year
- RBK Report on the G-Drive Racing WIN in China FIA WEC 2013
- RBK Report on the G-Drive Racing FIA WEC 2013 in Japan under a massive rain
- G-Drive TV — first win of G-Drive Racing in Sao Paulo Brazil 2013
- RBK Report — 24h of Le Mans as a Driver
- Роман Русинов: «Автоспорт — это авантюра, не гарантирующая результат» | Sport24
- РОССИЯ НА ДРАЙВЕ | Фильм о гонках на выносливость
- «Как я стал гонщиком» — Роман Русинов
- Сликовый разговор Глава 2 Роман Русинов — Гармония выносливости
- Роман Русинов и Сергей Беднарук о гонке «24 часа Ле-Мана»
- Как выжить в «24 часах Ле-Мана»? Главная гонка мира с Романом Русиновым
- Прямой эфир «Жесткий состав». Гость: Роман Русинов. Выпуск 44 (2020)
- Суперкар, придуманный в России. ROSSA. Интервью Романа Русинова (2023)